# Trafikinformationszone
En trafikinformationszone (forkortet "TIZ" – Traffic Information Zone') er et nærmere afgrænset, ikke-kontrolleret luftrum, der strækker sig opefter fra jordens eller vandets overflade til en nærmere angivet øvre grænse, og som er oprettet omkring en ikke kontrolleret flyveplads.
Medmindre andet er aftalt med vedkommende AFIS-enhed, skal en pilot, som påtænker at lande på / starte fra flyvepladsen, før indflyvning i
TIZ, henholdsvis før udrulning til start, etablere to-vejs radioforbindelse
med AFIS-enheden.
Medmindre andet er aftalt med vedkommende AFIS-enhed, skal en
pilot, som påtænker at gennemflyve TIZ, før indflyvning i TIZ etablere
to-vejs radioforbindelse med AFIS-enheden.
| Trafik | Spire Denne trafikartikel er en spire som bør udbygges. Du er velkommen til at hjælpe Wikipedia ved at udvide den. |